# 迈克尔·沃特曼
迈克尔·斯宾塞·沃特曼（英語：Michael Spencer Waterman，1942年6月28日—），美国生物信息学家，南加州大学数学与计算机科学学院联合主任。此前，他曾在洛斯阿拉莫斯国家实验室和爱达荷州州立大学的任职。他在俄勒冈州班顿附近长大，并在俄勒冈州立大学获得数学学士学位，1969年从密歇根州立大学获统计和概率博士学位。
沃特曼是计算生物学领域的创始人之一。他专注于应用数学、统计学和计算机科学技术在分子生物学问题上的应用。他的工作提供了一些在该领域的最广泛使用的工具，特别是史密斯-沃特曼算法（与坦普尔·史密斯共同研发）是许多序列比较方案的基础。1988年，沃特曼和埃里克兰德的发表具有里程碑意义的论文，描述了一项用数学模型进行印迹法作图的工作。这为许多后来的DNA作图和测序项目，特别是人类基因组计划奠定了理论基础。